# Самір Баннут
Самір Баннут (англ. Samir Bannout; нар. 7 листопада 1955, Бейрут, Ліван) — американський бодібілдер і актор, володар титулу «Містер Олімпія» (1983).

## Спортивна кар'єра
Самір став досить рано займатися бодібілдингом — перші тренування почалися в 14 років. Швидке зростання мускулатури і практично ідеальні пропорції були помітні з перших місяців тренувань, що швидко розвивало інтерес Баннута до бодібілдингу. Перший тренувальний зал він обладнав прямо на даху власного будинку. Уже через шість місяців тренувань Баннут виграв Ліванський чемпіонат юніорів, що ще сильніше підігріло його ентузіазм.
Незабаром Самір переїхав з Лівану в США. Картку професіонала IFBB отримав в 1979 році після перемоги на аматорському чемпіонаті світу в Монреалі. У 1983 році йому підкорився головний титул бодібілдингу — Містер Олімпія. Однак після такого блискучого тріумфу кар'єра Саміра підходила до свого занепаду. Надалі йому не вдалося здобути серйозних перемог. Баннут пішов з професійного бодібілдингу в 1996 році. Таким чином, його спортивна кар'єра продовжувалася 17 років. У 2002 році Баннут зайняв заслужене місце в Залі Слави IFBB.

## Особисте життя
Зараз Самір Баннут живе в Лос-Анджелесі разом з дружиною і дітьми.

## Самір Баннут в професійних рейтингах
- 91 Рейтинг чоловіків професіоналів IFBB з бодібілдингу 1998